# Băzovița, Kiustendil
Băzovița (în bulgară Бъзовица) este un sat în comuna Trekleano, regiunea Kiustendil,  Bulgaria. 

## Demografie
Componența etnică a satului Băzovița
     Bulgari (94,44%)
     Nicio identificare (5,55%)
     Altele (0%)
La recensământul din 2011, populația satului Băzovița era de 18 locuitori. Din punct de vedere etnic, majoritatea locuitorilor (94,44%) erau bulgari. Pentru 5,55% din locuitori nu este cunoscută apartenența etnică.